# 3,4-ヘキサンジオン
3,4-ヘキサンジオン（英: 3,4-hexanedione）は、有機化合物の一種。ジアセチルに似たバター香を持ち、天然にはコーヒーに存在する。

## 用途
マーガリンや焼き菓子に10ppmほど使用される。工業的にはエチルプロピルケトンの酸化により製造する。

## 安全性
日本の消防法では危険物第4類・第2石油類に分類される。酸やアルカリに対してはやや不安定。